# Агнес Бабенберг (Унгария)
Агнес Бабенберг или Агнес Австрийска е кралица на Унгария (1168 – 1172) и херцогиня на Каринтия (1173 – 1181).

## Биография
Родена е през 1151 година. Дъщеря е на австрийския херцог Хайнрих II Бабенберг и на византийската принцеса Теодора Комнина. През 1166 австрийският херцог урежда мирен договор между унгарския крал Ищван III и византийския император, предлагайки на младия крал ръката на дъщеря си Агнес. Първоначално предложението на Хайнрих е отклонено и Ищван III се жени за галичката княгиня Ефросина (1167). Бракът на унгарския крал обаче се оказва кратък – през 1168 Ефросина е върната на баща си, преговорите между Хайнрих и Ищван са подновени.
Агнес е омъжена за унгарския крал още през 1168 година. Тя ражда на Ищван III две деца, които умират малко след раждането си. През 1172 г. умира и съпругът ѝ, след чието погребението Агнес се завръща заедно с баща си в Австрия.
През 1173 година, Агнес се омъжва за Херман II, херцог на Каринтия. Двамата имат две деца:
- Улрих II
- Бернард II

Агнес умира на 13 януари 1182 г. – една година след смъртта на втория си съпруг. Погребана е до родителите си в криптата на Бенедиктинското абатство във Виена.